# Swiss Music Awards 2024
La 17ª edizione degli Swiss Music Awards si è tenuta l'8 maggio 2024 a Zurigo, Svizzera. È stata trasmessa live su 3+, sul canale romando Rouge TV e su One TV dall'Hallenstadion e il giorno dopo in replica sul canale ProSieben. È stata condotta da Melanie Winiger e Annina Frey.
Le nomination sono state rese note il 10 aprile 2024: l'artista che ne ha ricevute di più è risultato il rapper EAZ con 3 mentre Remo Forrer, Hecht, Miley Cyrus e David Guetta & Bebe Rexha ne hanno conquistate 2 a testa. Si è potuto votare il proprio artista preferito fino al 21 aprile 2024 sul sito web della manifestazione.
La grande vincitrice della serata è stata Miley Cyrus, la quale ha sbaragliato la concorrenza in tutte le categorie in cui era nominata, con 2 premi.

## Esibizioni
| Artisti                       | Canzoni                                 | Note  |
| ----------------------------- | --------------------------------------- | ----- |
| Loco Escrito                  | Punto, Adios, Amame e SucieriaZH        | [ 4 ] |
| Naomi Lareine                 | Colorblind                              | [ 4 ] |
| Monet192                      | Dezember, F\* I Love It e Secret Safe   | [ 4 ] |
| Nickless                      | Don't Stop The Car                      | [ 4 ] |
| Linda Elys                    | House on Fire                           | [ 4 ] |
| Ray Dalton                    | Can't Hold Us, Do It Again e All We Got | [ 4 ] |
| Rea Garvey feat. Picture This | Somewhere Close To Heaven               | [ 4 ] |
| Calum Scott                   | At Your Worst                           | [ 4 ] |

## Premi[2][3]
I vincitori della categoria sono evidenziati in grassetto.

### Miglior canzone nazionale (Best Song National)
- Amigo - Hecht
- Watergun - Remo Forrer
- Juicy - EAZ

### Miglior canzone internazionale (Best Song International)
- Flowers - Miley Cyrus
- I'm Good (Blue) - David Guetta & Bebe Rexha
- Calm Down - Rema

### Artista emergente sui social media (Most Rising Artist Social Media)
- @phanee\de\pool
- @badbgigii
- @riodedon

### Miglior interprete in streaming (Best Streaming Act)
- Hecht
- EAZ
- Stubete Gäng

### Rivelazione nazionale (Best Breaking Act National)
- Rusch-Büeblä
- Nuit Incolore
- Remo Forrer

### Rivelazione internazionale (Best Breaking Act International)
- SZA
- Tiakola
- Nina Chuba

### Miglior talento (Best Talent)
- Shuttle
- Riana
- Soft Loft

### Miglior performance live (Best Live Act)
- Patent Ochsner
- Black Sea Dahu
- Trauffer

### Miglior interprete romando (Best Act Romandie)
- Slimka
- Baby Volcano
- Nnavy

### Miglior interprete femminile (Best Female Solo Act)
- Beatrice Egli
- Seraina Telli
- Joya Marleen

### Miglior interprete maschile (Best Male Solo Act)
- Gölä
- Baschi
- EAZ

### Miglior interprete internazionale (Best Solo Act International)
- Miley Cyrus
- Ayliva
- Metro Boomin

### Miglior gruppo nazionale (Best Group National)
- Heimweh
- Genderbüebu
- Züri West

### Miglior gruppo internazionale (Best Group International)
- The Rolling Stones
- David Guetta & Bebe Rexha
- Måneskin

### Artist Award
- Ilumishade
- Nola Kin
- Odd Beholder